# 石老人浴場站
石老人浴场站位于中华人民共和国山东省青岛市崂山区香港东路与海尔路交叉口地下，是青岛地铁2号线与规划中的5号线的地铁换乘站。

## 车站结构

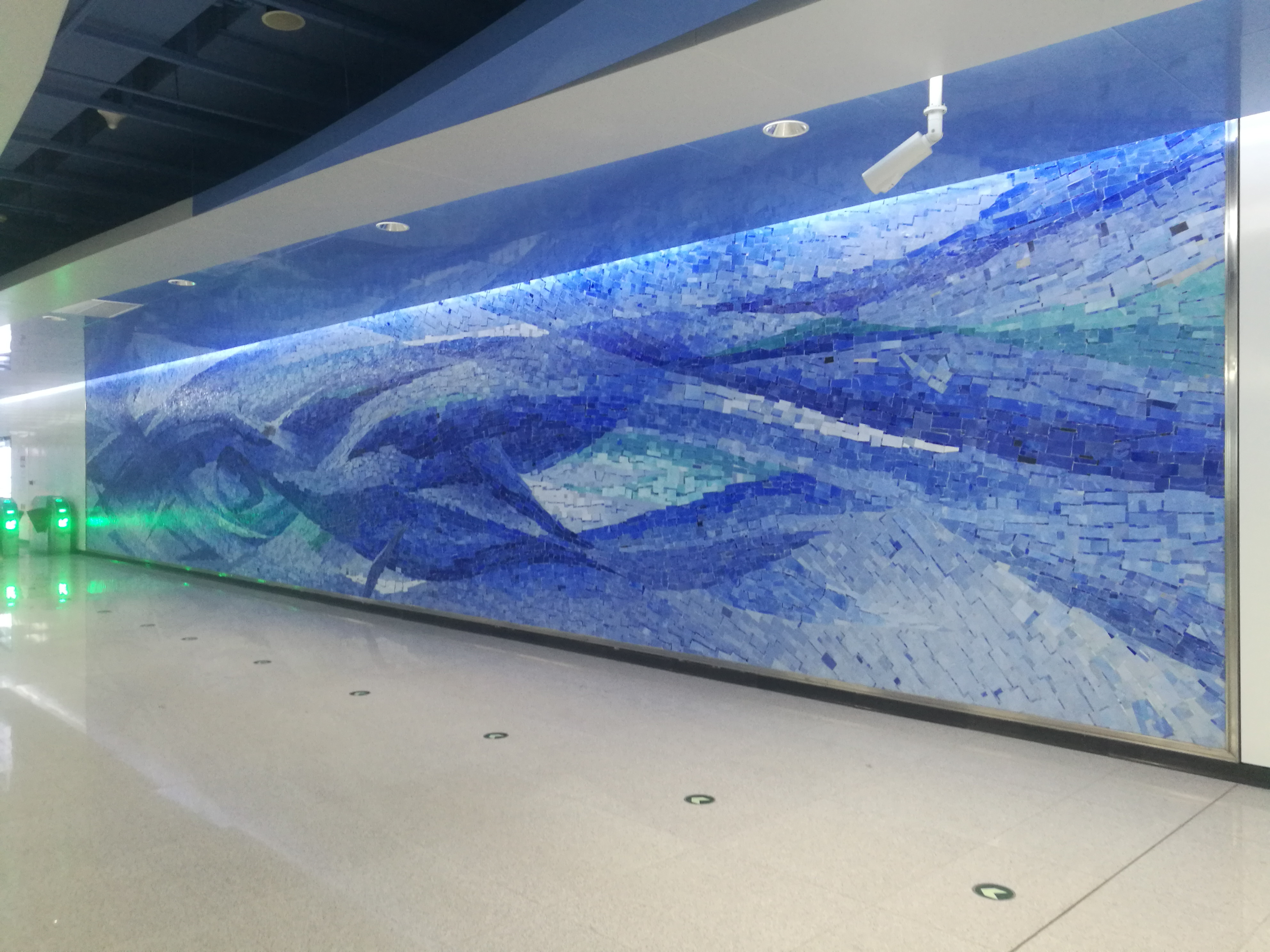
站厅壁画

地铁2号线经过此站，以东西方向，沿香港东路延伸。
车站为地下二层岛式站台车站。
车站设4个出入口，分别在香港东路两侧。
| 地面 |                    | A-B出入口                        |  |  |
| B1层 | 站厅               | 客服中心、自动售票机、进出站闸机 |  |  |
| B2层 |                    | 2号线 往四川路（轮渡）（海安路） |  |  |
|      | 岛式站台，左侧开门 |                                  |  |  |
|      |                    | 2号线 往李村公园（苗岭路）       |  |  |

### 出入口
- ：香港东路西侧，海尔路北侧
- ：香港东路东侧，海尔路北侧
- ：香港东路西侧，海尔路南侧
- ：香港东路东侧，海尔路南侧
  - 图例： 设有

- A1出入口
- A2出入口
- B1出入口
- B2出入口

## 沿革
- 2012年11月2日，青岛地铁2号线一期工程正式奠基，地铁车站土建开始。
- 2017年12月10日，随2号线通车试运营后开放[參⁠ 1]。

## 车站周边
石老人公园站周边为崂山商圈，地铁出入口与金鼎广场、金狮广场相连，距地铁站300米即为石老人国家旅游度假区，周边住宅、写字楼较多，如蔚蓝海岸、世纪大厦、金地公寓、凯旋商务中心、金海花园、碧海山庄、弄海园等。

## 公共艺术品
壁画《海风》是由艺术家林学明历时近两年创作的三副玻璃镶嵌壁画。其中，主画面长度为18.9m×3.3m，其余两幅分别均为5.4m×3.3m，这幅壁画是目前中国大陆最大的手工玻璃大块料镶嵌艺术壁画。
- 站厅局部

## 换乘
石老人浴场站除自身轨道交通性质外，还可实现与市内公交车和出租车的近距离换乘：
- 分布于周边的公交车站，包括以下路线的停靠点：102、104(含区间)、110(含区间)、125、301、304、311、313、317、321、362、382、386、501、623路等。

## 事件
2023年2月20日，本站5号线部分的围护桩工厂项目工地，在维修旋挖钻机时发生一般窒息事故，造成一名维修人员死亡。调查组认定的直接原因是遇难者未服从公司的维修指令，冒险进入旋挖钻机钻杆内部（有限空间）作业，违规使用手持电动工具角磨机作业，产生火花引燃可燃物产生大量烟气，致使安全绳断裂受困，导致窒息死亡。